# Massoutiera mzabi
El gundi de Lataste (Massoutiera mzabi) es una especie de roedor histricomorfo de la familia Ctenodactylidae. Es la única especie de su género y no se reconocen subespecies.

## Distribución
Se encuentra en Argelia, Chad, Malí, Nigeria y posiblemente en Libia.